# Jeremiah Wright
 Jeremiah Alvesta Wright, Jr. (Filadélfia, 22 de setembro de 1941) é um teólogo norte-americano e pastor emérito da igreja negra Trinity United Church of Christ (TUCC), uma megaigreja de Chicago e maior igreja filiada a Igreja Unida de Cristo.

## Biografia
Filho e neto de pregadores, Jeremiah Wright completou sua educação primária na Filadélfia e depois foi para a Virginia Union University, uma faculdade historicamente negra em Richmond, durante o auge do Movimento pelos Direitos Civis. Wright deixou a universidade depois de três anos e meio e entrou para o Corpo de Fuzileiros Navais dos Estados Unidos. Depois, foi transferido para a Marinha dos Estados Unidos, onde serviu como técnico cardiopulmonar.
Designado para a principal unidade médica da Marinha, o Hospital Naval de Bethesda, como membro da equipe médica do comandante em chefe, ajudou a cuidar do presidente Lyndon B. Johnson após sua cirurgia em 1966. Por seu serviço na equipe, que ele deixou em 1967, a Casa Branca concedeu a Wright  três cartas de recomendação.
Após seis anos de serviço, Wright foi para a Universidade Howard, onde concluiu seus estudos e recebeu seu primeiro mestrado. Seu segundo mestrado foi pela Escola de Divindade da Universidade de Chicago. Recebeu seu doutorado pelo United Theological Seminary, sob a orientação do Dr. Samuel DeWitt Proctor, além de oito doutorados honorários.
Wright teve suas experiências na turbulência dos direitos civis e debates sobre identidade racial, e ao chegar a Escola de Divindade em Chicago, conheceu e tornou-se um dos pregadores de uma teologia da libertação negra. Era principalmente uma reação aos movimentos Black Power e Nação do Islã, que negavam a compatibilidade da negritude com o cristianismo. Na visão do pastor, a teologia da libertação negra seria uma tentativa de unir Martin Luther King Jr. e Malcolm X.
Tornou-se pastor sênior da Trinity United Church of Christ (TUCC) em 1 de março de 1972. O lema de seu antecessor, "Unashamedly Black and Unapologetically Christian", foi oficialmente adotada pela congregação logo após Wright começar seu ministério. Dos 87 membros quando assumiu, a TUCC ultrapassou oito mil membros, se tornando a maior congregação da Igreja Unida de Cristo, uma denominação historicamente branca.
Casado com a Rev. Ramah Reed Wright, tem quatro filhas (Janet Marie, Jeri Lynne, Nikol e Jamila Nandi) e um filho (Nathan). Após 36 anos, aposentou-se do pastorado em 10 de fevereiro de 2008.
A proeminência de Reverendo Wright lhe rendeu atenção nacional e lhe garantiu entrada na Casa Branca durante o governo Clinton. Seus princípios e forma de pregar foram associados ao candidato presidencial Barack Obama. Obama se juntou a TUCC na década de 1980 e pastor Wright realizou seu casamento e batizou suas filhas. Após sua aposentadoria, os sermões do pastor ao longo dos anos foram analisados e criticados na mídia americana, como racialmente inflamatórios e antipatrióticos, em questões como condenar o racismo dos Estados Unidos, incentivar que fiéis negros cantassem “God Damn America” (Deus amaldiçoe a América) ao invés de “God Bless America” (Deus abençoe a América), atribuir o 11 de setembro ao próprio terrorismo norte-americano ou que os Estados Unidos inventaram o vírus HIV como um meio de genocídio contra minorias.
A Igreja Unida de Cristo emitiu uma declaração defendendo Wright e sua congregação, elogiando a igreja por seu serviço comunitário e trabalho para nutrir jovens e o pastor por falar contra a homofobia e o sexismo na comunidade negra. Diante das críticas, em plena campanha presidencial, Obama cortou definitivamente relações com Rev. Wright em abril de 2008.
Outra controvérsia envolvendo Pastor Wright aconteceu em 2009 por suas falas consideradas antissemitas, ao afirmar que Obama se afastou dele devido à pressão dos judeus e que o presidente deveria ter enviado uma delegação dos EUA para a Conferência Mundial sobre Racismo em Genebra, mas não o fez por medo de ofender os judeus e Israel. A Liga Antidifamação classificou suas falas como inflamatórias e falsas. Depois ele alterou sua declaração, dizendo que se referia aos sionistas e não a todos os judeus. Em 2011, em pregação em Baltimore, chamou o Estado de Israel de "ilegal" e "genocida" e que "equacionar o judaísmo com o estado de Israel é igualar o cristianismo com [o rapper] Flavor Flav”. Em 2015, em uma pregação a uma congregação da Igreja Unida de Cristo, falou contra a política anti-imigratória de Donald Trump, criticou Obama por não falar contra o racismo estrutural, a favor do Black Lives Matter, contra a política de Israel e em defesa dos palestinos. Pouco depois, em um evento em Washington organizado por Louis Farrakhan, declarou que Israel é um estado de Apartheid e que Jesus era palestino.
Dr. Jeremiah Wright deu palestras em seminários e universidades nos Estados Unidos, além de fazer parte do corpo docente da Virginia Union University, Chicago Theological Seminary e Lancaster Seminary. É cofundador do Center for African American Theological Studies em Chicago (CAATS) e mentoreou 18 formandos da Samuel DeWitt Proctor School of Theology na Virginia Union University. Também é cofundador da Samuel DeWitt Proctor Pastors Conference e atua como membro do Conselho de Curadores da Virginia Union University, da The Kwame Nkruamah Academy e da The Samuel DeWitt Proctor Conference.
Em sua homenagem, a Capela Andrew Rankin da Universidade Howard promove anualmente desde 1983 o Rev. Jeremiah Wright Sunday. Em 2023, estabeleceram o Jeremiah A. Wright Jr. Spiritual Leader-in-Residence.
Em 2016, Pastor Wright sofreu um derrame, paralisando o lado esquerdo de seu corpo, estando em uma cadeira de rodas desde então.

## Obras
- Jeremiah A. Wright Jr., "Music as Cultural Expression in Black Church Theology and Worship", Journal of Black Sacred Music 3, 1 (1; Spring 1989).
- Wright, Jeremiah A. Jr. and Jini Kilgore Ross, What Makes You So Strong?: Sermons of Joy and Strength from Jeremiah A. Wright Jr., Judson Press, November 1993, ISBN 978-0-8170-1198-7
- Jawanza Kunjufu and Jeremiah Wright Jr., Adam! Where Are You?: Why Most Black Men Don't Go to Church, African American Images, 1997, ISBN 978-0-913543-43-6 (also African American Images, 1994, ASIN B000T6LXPQ)
- Wright, Jeremiah A. Jr. and Colleen Birchett, Africans Who Shaped Our Faith (Student Book and Leader Guide), Urban Ministries, Inc., 1995, ISBN 978-0-940955-29-5
- Wright, Jeremiah A. Jr. and Jini Kilgore Ross, Good News!: Sermons of Hope for Today's Families, Judson Press, 1995, ISBN 978-0-8170-1236-6
- William J. Key, Robert Johnson Smith, Jeremiah A. Wright Jr. and Robert Johnson-Smith, From One Brother to Another: Voices of African American Men, Judson Press, 1996, ISBN 978-0-8170-1250-2
- Frank Madison Reid III, Jeremiah Wright Jr. and Colleen Birchett, When Black Men Stand Up for God: Reflections on the Million Man March, African American Images, 1997, ISBN 978-0-913543-48-1
- Wright, Jeremiah A. Jr., What Can Happen When We Pray: A Daily Devotional, Augsburg Fortress Publishers, 2002, ISBN 978-0-8066-3406-7
- Wright, Jeremiah A. Jr., From One Brother To Another, Volume 2: Voices of African American Men , Judson Press, 2003, ISBN 978-0-8170-1362-2
- Wright, Jeremiah A Jr. (2004), "Doing black theology in the black church", pp. 13–23, 213–214. In Linda E. Thomas (Ed.), Living Stones in the Household of God: The Legacy and Future of Black Theology, Minneapolis: Fortress. ISBN 0-8006-3627-9
- Wright, Jeremiah. "Here I am, send me".  In Awakened to a calling: reflections on the vocation of ministry, Ann M. Svennungsen and Melissa Wiginton (Eds.), Nashville: Abingdon Press, 2005. ISBN 0-687-05390-0
- Wright, Jeremiah. "In the Lord's house, on the Lord's day".  In Awakened to a calling: reflections on the vocation of ministry, Ann M. Svennungsen and Melissa Wiginton (Eds.), Nashville: Abingdon Press, 2005. ISBN 0-687-05390-0
- Iva E. Carruthers (Editor), Frederick D. Haynes III (Editor), Jeremiah A. Wright Jr. (Editor), Blow the Trumpet in Zion!: Global Vision and Action for the 21st Century Black Church, Augsburg Fortress Publishers, 2005, ISBN 978-0-8006-3712-5
- Ernest R. Flores and Jeremiah A. Wright Jr., Tempted to Leave the Cross: Renewing the Call to Discipleship, Judson Press 2007, ISBN 978-0-8170-1524-4